# Добриця (Калузька область)
Добриця (рос. Добрица) — присілок в Спас-Деменському районі Калузької області Російської Федерації.
Населення становить 13 осіб. Входить до складу муніципального утворення Село Павлиново.

## Історія
Від 2004 року входить до складу муніципального утворення Село Павлиново

## Населення
| 2002 | 2007 | 2010 |
| ---- | ---- | ---- |
| 15   | ↘12  | ↗13  |